# The Tic Code
Pour plus de détails, voir Fiche technique et Distribution.
The Tic Code est un drame américain réalisé par Gary Winick et sorti en 1998.

## Synopsis
Ce film raconte l'histoire d'un jeune garçon, Miles Caraday (Chris Marquette), un prodige du piano atteint du syndrome de La Tourette, et de sa mère divorcée nommée Laura Caraday (Polly Draper). Miles souhaite devenir un pianiste de jazz, mais sa professeure Mlle Gimpole (Carol Kane) n'est pas de cet avis. Un soir, le garçon se lie d'amitié avec un saxophoniste de jazz appelé Tyrone Pike (Gregory Hines), lui aussi victime de la même maladie, mais essayant de la dissimuler.

## Fiche technique
- Titre original : The Tic Code
- Réalisation : Gary Winick
- Scénario : Polly Draper
- Musique : Michael Wolff
- Direction artistique : Darryl Ganious
- Décors : Catherine Pierson
- Costumes : Karen Perry
- Photographie : Wolfgang Held
- Son : Peter Austin
- Montage : Bill Pankow, Kate Sanford et Henk Van Eeghen
- Production : Polly Draper, Larry Meistrich, Sarah Pillsbury, Midge Sanford et Karen Tangorra (producteurs), Helen Robin et Diana Schmidt (productrices exécutives), Steven Sherman et Bob Van Ronkel (producteurs délégués), Paulette Bartlett, Robert Salerno et Michael Wolff (coproducteurs), Linda et Henk Van Eeghen (producteurs associés)
- Sociétés de production : Gun for Hire Films et Jazz Films Inc.
- Sociétés de distribution : Lionsgate
- Pays d’origine :  États-Unis
- Langue originale : anglais
- Format : couleur (Technicolor) — 35 mm — son Dolby
- Genre : drame
- Durée : 91 minutes
- Dates de sortie :
  - États-Unis : juin 1998 (Festival international du film de Newport)
  - Allemagne : février 1999 (Berlinale)
  - États-Unis : 4 août 2000 (sortie limitée)

## Distribution
- Gregory Hines : Tyrone Pike
- Polly Draper : Laura Caraday
- Chris Marquette : Miles Caraday
- Carol Kane : Mlle Gimpole
- Desmond Robertson : Todd
- Robert Iler : Denny
- Bill Nunn : Kingston
- Tony Shalhoub : Phil
- Camryn Manheim : Mme Lily Swensrut
- James McCaffrey : Michael Caraday
- David Johansen : Marvin
- Fisher Stevens : Morris

## Production
Le développement du film dure cinq ans, notamment en raison du décès de son premier réalisateur Norman René durant la phase de préproduction en 1996,. Le tournage a lieu l'année suivante à New York avec le metteur en scène Gary Winick pour un budget de 2 millions de dollars.
Le scénario a été écrit par Polly Draper. Celle-ci s'est inspirée de l'expérience de son époux Michael Wolff (en), lui-même musicien de jazz atteint du syndrome de La Tourette. Grâce à lui, la production a pu tourner certaines scènes dans des clubs de jazz du Village Vanguard et intégrer l'image du label Blue Note à l'écran. Michael Wolff et le saxophoniste Alex Foster ont également aidé l'acteur Gregory Hines à cerner son personnage.

## Accueil
The Tic Code a été projeté pour la première fois au Festival international du film de Newport en juin 1998. Il a ensuite tourné dans de nombreux festivals, notamment à la Berlinale de 1999 où il a remporté l'Ours de cristal. Le film est ensuite diffusé à la télévision américaine sur la chaîne Starz le 2 avril 1999. La société de distribution Lionsgate permet au film de connaître une sortie limitée dans neuf salles de cinéma aux États-Unis à partir du 4 août 2000 où il récolte 205 000 dollars de recettes en deux mois d'exploitation.

## Récompenses
- Festival du film de Giffoni 1998 : Meilleure actrice pour Polly Draper et meilleur acteur pour Chris Marquette.
- Festival international du film des Hamptons 1998 : Prix du public pour le film le plus populaire. Mention spéciale pour l'utilisation de la musique de Mario Grigorov (en).
- Berlinale 1999 : Ours de cristal et Grand Prix du Deutsches Kinderhilfswerk (de).